# سفیان هانی
سفیان هانی (زادهٔ ۲۹ دسامبر ۱۹۹۰) بازیکن فوتبال اهل الجزایر است.
از باشگاه‌هایی که در آن بازی کرده‌است می‌توان به نانت، مشلان، اندرلشت، اسپارتاک مسکو و الغرافه اشاره کرد.
وی همچنین در تیم ملی فوتبال الجزایر بازی کرده‌است.